# Fate/Samurai Remnant
『Fate/Samurai Remnant』（フェイト・サムライレムナント）は、コーエーテクモゲームスより2023年9月28日に発売されたゲームソフト。対応プラットフォームはPlayStation 5・PlayStation 4・Nintendo Switch・Windows（Steam）。
TYPE-MOONのビジュアルノベル『Fate/stay night』を原作とする「Fateシリーズ」の一作。あらゆる願いを叶える「聖杯」をめぐり、七人のマスター（魔術師）が歴史上の英霊・サーヴァントを使役し、最後の一人になるまで戦う「盈月の儀」（えいげつのぎ）を描くアクションRPG。
発売直前にはコーエーテクモゲームスより、動画・画像投稿のガイドラインが公開されている。

## ストーリー
慶安四年（1651年）の江戸が舞台。民衆が平穏な生活をおくる裏で行われる「盈月の儀」が幕を開ける。
浅草に住む青年・宮本伊織は知らず知らずのうちに戦いへと巻き込まれていく。

## システム
戦闘と探索の二つのパートに分けられる。
戦闘時はマスター・宮本伊織とサーヴァント・セイバーを操作し、それぞれを使い分けて戦う。探索では江戸の街を歩くことができる。街の人々との交流し、犬猫と触れ合うことができる。

## ダウンロードコンテンツ
ダウンロードコンテンツとして3つの追加エピソードが制作された。
|      | タイトル           | 発売日        |
| ---- | ------------------ | ------------- |
| DLC1 | 断章・慶安神前試合 | 2024年2月9日  |
| DLC2 | 断章・柳生秘剣帖   | 2024年4月18日 |
| DLC3 | 断章・白龍紅鬼演義 | 2024年6月20日 |

## 登場人物

### 儀に身を投じる者たち
宮本伊織（みやもと いおり）
声 - 河西健吾 / キャラクター原案 - 渡れい
本作の主人公。セイバーのマスター。剣豪・宮本武蔵の養子であり、弟子でもある。浅草の長屋に住んでおり、日銭を稼ぎながら鍛錬をおこなっている。
宮本武蔵の二天一流を修めているが、武蔵は奥義を伝える前に亡くなっている。剣技のほか、紅玉の書から習った炎の宝石魔術（伊織は火遁と解釈している）を扱う。TYPE-MOON作品の中では最も常識的かつ礼節を弁えた主人公だが、心奥に少年時代のある夜に見て武士に憧れ剣の道を究めるという渇望が燻っている。このため武蔵（英霊含む）は産まれる時代を間違えた子と評している。
当初は英霊と人間のパワーバランスもありセイバーから「弱い」と見下されもしたが儀を戦っていくうちにほぼ対等に戦うまでに成長する。ルートによっては心奥に燻っていた渇望が抑えられなくなる。盈月の器を餌として残し、向かってくる者その悉くを斬り捨てる剣鬼に堕ちる。『Fate/Grand Order』に登場する英霊としての伊織は盈月の儀に関する記憶は一切ないが、剣鬼になる道を選んだ場合の彼が英霊となったものであることが示唆されている。
セイバー
声 - 山村響 / キャラクター原案 - 武内崇
伊織と契約している「剣士」のクラスのサーヴァント。古風な装いであり、波打つ剣を使用する。凄腕の剣士である伊織を弱いと断じて、「盈月の儀」は一人で戦おうとしている。
真名はヤマトタケル。古代日本の皇族で景行天皇の子。伊吹山の蛇にまつわる逸話を持つ。健啖家で白米と御味御汁が好き。
宝具は水神（みなかみ）。この水の鞘が刀身を覆い隠している限り、剣の見た目を蛇行剣と偽り続けることができる。その真の姿は、界剣・天叢雲剣（かいけん・あめのむらくものつるぎ）。かつて、討ち取られたヤマタノオロチの尾から生じたこの剣は、かの竜自身が備える数多の威、天地自然の諸力の具現である神造兵装の一種。その力は数多を呑み込む無尽の破壊にも転じ、劇中では令呪で封じても町に凄まじい被害をもたらす威力を見せた。
鄭成功（ていせいこう）
声 - 前野智昭 / キャラクター原案 - 渡れい
アーチャーのマスター。中国明代の武人。国姓爺とも呼ばれる。
アーチャー
声 - 小野賢章 / キャラクター原案 - 森井しづき
鄭成功と契約している「弓兵」のクラスのサーヴァント。眉目秀麗で忠勇義烈な青年。
真名は周瑜。後漢末期における孫呉配下の武将。
宝具は赤壁の戦いにおいて重要な役割を担った火船が武器となったもの。逸話の具現化した、長江に轟くは業炎の船（とつげきかせん）ともうひとつは、こちらも赤壁の戦いの具現化した固有結界と似て非なる大魔術によって、周囲を燃え盛る赤壁の船上へと変える赤壁戦禍・揺籃獄（せきへきせんか・ようらんごく）である。
地右衛門（ちえもん）
声 - 岡本信彦 / キャラクター原案 - 渡れい
ランサーのマスター。島原の乱の生き残りの男。顔を布で覆っている。
ランサー
声 - 坂本真綾 / キャラクター原案 - 武内崇
地右衛門と契約している「槍兵」のクラスのサーヴァント。二本の槍と黒炎を操る。常に陰鬱とした雰囲気。
真名はジャンヌ・ダルク。黒い衣装を纏ったジャンヌ・ダルクであるが、『Fate/Grand Order』に登場するジル・ド・レェによって作られた存在とは異なり、ジャンヌの霊基が地右衛門の影響を受けたもの。ステータスは本来のクラスであるルーラーのものと比べ著しく低下している。
宝具はジャンヌ・ダルク（ルーラー）の我が神はここにありて（リュミノジテ・エテルネッル）のを極度に劣化・反転させたものである2本の長槍悲嘆せし聖母（トリステス・ドゥ・ラ・ヴィエルジュ）と紅蓮の聖女（ラピュセル）とジャンヌ・ダルク（オルタ）の吼え立てよ、我が憤怒（ラ・グロンドメント・デュ・ヘイン）を足して割ったような性質の火焔攻撃堕天・灼熱異邦（フラム・ペイ・エトランジェ）。
由井正雪（ゆい しょうせつ）
声 - 田村睦心 / キャラクター原案 - 渡れい
ライダーのマスター。江戸で軍学塾を開いている軍学者。多くの浪人たちから慕われている。男子として振る舞うが素性を知るライダーと逸れのアサシンは彼女と呼ぶ。
正体は森宗意軒が生みだしたホムンクルスで、アインツベルンのホムンクルス製造技術の一部を盗み取り生みだした「亜種」。前述の通り一部とはいえアインツベルンの技術が使われているため本来の性別は女性である。

ライダー
声 - 戸松遥 / キャラクター原案 - 本庄雷太
由井正雪と契約している「騎兵」のクラスを持つサーヴァント。全身を黒鎧で包んだ寡黙な武者。身の丈ほどの大太刀を扱う。
真名は丑御前。本作では源頼光の化生としての側面とされている。源頼光は『Fate/Grand Order』でサーヴァントとして登場しているが、それよりも若い姿をしている。
宝具は、大江山の酒呑童子を退治するために使用した刀童子切安綱（どうじきりやすつな）と丑御前が操る巨大乗騎である土蜘蛛とも牛鬼ともつかない大型怪異『牛王大神使』による強烈な叩き付け （踏みつけ）を行う。大質量、大雷撃、大旋風により、あらゆるモノを粉砕する牛王反転・迅雷風烈（ごおうはんてん・じんらいふうれつ）と大神使が牛頭天王の荒ぶる力を受け、高まりきった魔力のために自壊しながら激走し、纏った雷を周囲に放ちながらの超高速突撃を行うことで、広範囲に渡って大破壊を巻き起こす、牛王反転・悪逆無道（ごおうはんてん・あくぎゃくむどう）である。
土御門泰広
声 - 三上哲 / キャラクター原案 - 渡れい
キャスターのマスター。安倍晴明の末裔で、陰陽師の宗家である土御門家の当主。「盈月の儀」の主催であり、見届け役でもある。
キャスター
声 - 勝杏里 / キャラクター原案 - pako
土御門泰広と契約している「魔術師」のクラスを持つサーヴァント。「盈月の儀」の裏で何か暗躍をおこなっているが、詳細は不明。
真名は稗田阿礼。古事記編纂者の一人とされる古代の歴史家。
宝具は、完全記憶を保持した稗田阿礼が発動する固有結界傀儡遊園（くぐつゆうえん）と彼が著した古事記に記されし災害・厄災の神 八十禍津日神 を、サーヴァントの要領で召喚する宝具擬神招来・八十禍津日神（ぎしんしょうらい・やそまがつひ）である。
ドロテア・コイエット
声 - 平野綾 / キャラクター原案 - 渡れい
アサシンのマスター。「時計塔」に所属する魔術師で、スウェーデン貴族であるフレデリック・コイエットの娘。
アサシン
声 - 石川英郎 / キャラクター原案 - danciao
ドロテアと契約している「暗殺者」のクラスを持つサーヴァント。灰衣の怪人。長い手足を鞭のようにしならせて戦う。また、多数の妖蛇を眷属として呼び出し、操ることができる。
真名は甲賀三郎、甲賀流の祖ともされる伝承上の人物。
宝具は、伊吹大明神ことヤマタノオロチのもたらした呪を利用し、自らの肉体を最も効果的な戦闘形態へと変形させる奥義化身・伊吹大明神縁起（けしん・いぶきだいみょうじんえんぎ）。
高尾太夫（たかおだゆう）
声 - 小清水亜美 / キャラクター原案 - 渡れい
バーサーカーのマスター。吉原遊廓の三浦屋の遊女。江戸で一・二を争うと評判の美女。
バーサーカー
声 - 佐倉綾音 / キャラクター原案 - こやまひろかず
高尾太夫と契約している「狂戦士」のクラスを持つサーヴァント。真名は宮本武蔵（新免武蔵守藤原玄信）。別の世界から来た女性の宮本武蔵であり、伊織の知る武蔵とは性別や姿形が異なるが伊織は師匠と呼んでいる。
生前は生まれた世界から弾き出された「異物」であり、数多の並行世界を漂流していた。とある世界で死亡するも英霊の座に登録されある魔術組織に召喚されたのが今の武蔵である。生前からの宿命には抗うことはできず英霊となった後も漂流を続けている。
召喚された魔術組織は多くのサーヴァントと契約しており、本作に登場する一部の逸れサーヴァントも別個体として在籍していることが示唆されている。
- 『Fate/Grand Order』で初登場したサーヴァント。原作デザインを担当したこやまひろかずが本作でもデザイン原案を担当している。バーサーカークラスの宮本武蔵は『Fate/Grand Order』にも登場しているが、そちらは水着衣装であるため、本作ではシリアスで殺伐とした方向性でデザインされた。

### 逸れのサーヴァントたち
陣営に所属していないサーヴァント。土地の霊脈を要石として召喚されたため、原則的に召喚された場所から離れることはできず、霊脈を利用した魔術に弱いという欠点を持つが逸れのキャスターと若旦那には通用しない。
逸れのセイバー
声 - 櫻井トオル / キャラクター原案 - しらび
葦毛の馬を駆る鎧武者。大太刀を操る。悪鬼と呼ばれる何者かを追っている。
真名は木曽義仲。平安時代末期の信濃源氏の武将、巴御前の夫にして、牛若丸の従兄弟。
宝具は、倶利伽羅峠の戦いにおいて、平氏の大軍を打ち破った逸話が昇華された宝具勇往邁進・倶利伽羅峠（ゆうおうまいしん・くりからとうげ）と自らの菩提を弔った義仲寺の本尊、聖観音菩薩の真言と共に放たれる大太刀の一閃。太陽のごとき閃光と業火が、敵を一刀のもとに調伏する旭将軍（オン・アロリキヤ・ソワカ）。
逸れのアーチャー / アルジュナ
声 - 島﨑信長 / キャラクター原案 - pako
炎を纏った弓を持つ戦士。精錬で公明正大な性格。真名はアルジュナ。インドの叙事詩「マハーバーラタ」の主人公の一人。『Fate/Grand Order』で初登場したサーヴァント。
逸れのランサー / クー・フーリン
声 - 神奈延年 / キャラクター原案 - 武内崇
身の丈を越える朱槍を操る好戦的な男。真名はクー・フーリン。ケルト神話の英雄。『Fate/stay night』で初登場したサーヴァント。
逸れのライダー / タマモアリア
声 - 斎藤千和 / キャラクター原案 - ワダアルコ
可憐な容姿と浮世離れした言動から、世の男性を虜にしている少女。真名はタマモアリア。『Fate/EXTRA』シリーズに登場する玉藻の前から切り離された尻尾が、独自の神格を得て独立した「タマモナイン」と呼ばれる存在の1人。
逸れのキャスター / キルケー
声 - 茜屋日海夏 / キャラクター原案 - 左
鷹のような翼を持つ魔女。真名はキルケー。「オデュッセイア」、アルゴー船の冒険に登場するギリシア神話の鷹の魔女。『Fate/Grand Order』で初登場したサーヴァント。
逸れのアサシン / 李書文
声 - 安井邦彦 / キャラクター原案 - ワダアルコ
徒手空拳で戦う拳法家。真名は李書文。約300年先の中国の拳法家で李氏八極拳の開祖。『Fate/EXTRA』で初登場したサーヴァントの老年の姿。
逸れのバーサーカー
声 - 遠藤大輔 / キャラクター原案 - Azusa
筋骨隆々の闘士。バーサーカーであるために理性を失っており、高尾太夫と行動を共にしている。
真名はサムソン。旧約聖書の士師記に登場する怪力男。
宝具は、神より賜った祝福我こそは悔恨の闘士（サムソン・アゴニステス）とかつて愛し、そしてそんな自身を裏切った女の名を冠する愛は何処なりや（デリラ）。
逸れのセイバー / 柳生宗矩
声 - 小林親弘 / キャラクター原案 - 古海鐘一
「断章・柳生秘剣帖」に登場。真名は柳生宗矩。先の将軍徳川家光を支えた鼎の脚の一人。『Fate/Grand Order』で初登場したサーヴァントの青年の姿。
武蔵(英霊)は生前、魔道に堕ち至高天を名乗る老年期の彼と死合い勝ったことがある。ただし、武蔵が本来所属する魔術組織に召喚された彼は大悟に到り剣聖となったとしており敵わないという。
その正体は劇中で起きていた一連の辻斬り事件の黒幕であり、江戸柳生家を継がず柳生の裏を統べていたらという別の側面が英霊となったもの。
宝具は、老人時の『剣術無双・剣禅一如』と対なす奥義・夜桜（おうぎ・よざくら）と柳生家にまつわる、血に濡れた権謀術数のイメージを概念化させた陰・柳生秘剣帖（かげ・やぎゅうひけんちょう）。
逸れのライダー / 趙雲
声 - 阿座上洋平 / キャラクター原案 - 近衛乙嗣
「断章・白龍紅鬼演義」に登場。真名は趙雲。中国後漢末期～三国時代の蜀の武将。三国志演義では五虎大将の一角に位置づけられた。
宝具は、三国志演義で趙雲が手に入れた幻想の名剣青釭剣（せいこうけん）と正史及び三国志演義において言及された逸話が、宝具として昇華された長坂坡の一騎駆け（ちょうはんはのいっきがけ）。
逸れのバーサーカー
声 - 名塚佳織 / キャラクター原案 - ホトソウカ
「断章・白龍紅鬼演義」に登場。真名は鬼子母神。今回は姑獲鳥と習合することで顕界した。
宝具は、姑獲鳥と混ざる形で歪な現界を果たし、その結果誕生した宝具夜行鬼神・姑獲鳥（やこうきしん・こかくちょう）と鬼子母神本来の宝具息災福徳・鬼子母神（そくさいふくとく・きしもじん）である。

### その他
小笠原カヤ（おがさわら カヤ）　
声 - 久野美咲 / キャラクター原案 - 渡れい
宮本伊織の義妹。養父・宮本武蔵亡き後は小笠原家に引き取られ養女となった。
オトタチバナヒメ
声 - 久野美咲
盈月の儀における15騎目のサーヴァント。ヤマトタケルの妃。
紅玉の書（こうぎょくのしょ）
声 - 茶風林
宮本武蔵の遺産の一つである西洋魔術書。意志を持ち、宙に浮いて喋ることができる。伊織にとっての魔術の師匠。武蔵亡き後の父親も自称している。
若旦那
声 - 関智一 / 衣装デザイン - 坂本みねぢ
浅草の縮緬問屋「巴比倫弐屋（ばびろにや）」の若旦那。傲岸不遜な性格で、伊織たちのことを「雑種」と呼ぶ。その正体は盈月の儀を裁定するため召喚された「逸れのルーラー」であり、真名はギルガメッシュ。『Fate/stay night』で別のクラスで初登場したサーヴァント。
宮本武蔵（みやもと むさし）
故人。伊織とカヤの養父。
佐々木小次郎（ささき こじろう）
声 - 三木眞一郎
巌流島で武蔵と立ち会った剣豪。本作では生きており武蔵の死後、彼の墓に花を添えている。
佐々木小次郎の名を冠する無名の英霊とは別人。
森宗意軒（もり そういけん）
故人。島原の乱で戦死したキリシタン。生前は魔術師だったらしく、地右衛門に魔術の手ほどきをしていた。
伊吹童子（いぶきどうじ）
声 - 悠木碧/ キャラクター原案 - 本庄雷太
「断章・慶安神前試合」に登場。クラスはルーラー。『Fate/Grand Order』で別のクラスで初登場したサーヴァント。

## 制作

### 背景・企画
コーエーテクモゲームス社長のシブサワ・コウが『Fate/Grand Order』（以下、『FGO』）のファンであり、宮本武蔵の登場するストーリー「英霊剣豪七番勝負」をプレイしたことで、本作の企画を思いついた。その後、コーエーテクモゲームスはアニプレックスを通じてTYPE-MOONの奈須きのこや武内崇との食事会を設けてもらい、『Fate』シリーズのゲームを作りたいと申し出た。その後、TYPE-MOONと相談しながらシブサワ・コウとω-Forceブランド長の庄知彦からの2人で企画書の草案を作り、「英霊剣豪七番勝負」が実装された後の時点で正式に同社に提案して受け入れられた。また、アニプレックス社長の岩上敦宏からも協力の申し出が寄せられ、TYPE-MOON、アニプレックス、そしてコーエーテクモゲームスの3社体制で作られることになった。
庄がプロデューサーを務める一方、ω-Forceブランドディレクターの松下竜太が本作のディレクターを務めた。なお、庄がファミ通とのインタビューで語ったところによると、制作においては分担したところもあるが、きれいに線引きして作業しているわけではなく、コーエーテクモゲームス側がストーリーや世界観について提言する場合や、TYPE-MOONがストーリー以外の部分について提言する場合もあったという。

### システム構築
本作は「聖杯戦争をマスターの視点で体験できるアクションRPG」というコンセプトが据えられており、「宮本伊織の目線で描いた聖杯戦争」や「人間とサーヴァントの力量差をアクションゲームとして表現する」といった試みがある。「宮本伊織の目線で描いた聖杯戦争」の実現においては、マスターである彼も前線に立って戦うというシステムが組まれた。庄は『Fate』の原点となる『Fate/stay night』を遊んだ際、マスターの一人・衛宮士郎の視点で描くという手法に感銘し、本作ではそれをアクションRPGとして描こうと考え、マスターとしての視点を用意しつつ、宝具などのサーヴァントらしいアクションも楽しめるようなゲームデザインにしたとファミ通とのインタビューの中で話している。また、演出面においても『Fate/stay night』のオマージュが用意された。聖杯戦争のアクションRPG化は企画の段階から苦労することは予見されており、マスターとサーヴァントのバディ感はコーエーテクモゲームス作品にはない要素なので、大きな挑戦だったという。また、松下は「ゲーム体験とストーリーで描かれる内容が乖離してはいけないので、探索やバディでのバトルが単体として成立するだけでなく、聖杯戦争として描くことを意識しました。」とファミ通とのインタビューの中で話しており、マスターとサーヴァントの力の差を考慮すると同時にアクションゲームの爽快感やおもしろさを担保しつつ、それらが聖杯戦争の陣営として意味のある構図であることを感じられるようにしていると語っている。そのあたりはゲームのプレイ体験にも反映されており、剣豪である伊織はその辺のごろつきに対して圧倒的な力を持つものの、人間よりも強いサーヴァントや怪異と対峙すると剣技が通じない。また、サーヴァント間の戦いが激化する中盤以降では無双シリーズとは異なる戦い方になってくるという。企画が固まって以降は、TYPE-MOONのライター陣がキャラクターや世界観の設定がセッティングを担った。また、コーエーテクモゲームスも登場サーヴァントや世界設定の提案を行い、TYPE-MOONが最終決定を下した。
本作は伊織やセイバーが強い存在として描かれるところがあるものの、ω-Forceの代表作・無双シリーズとは異なる作りである。ただし、『Fate』シリーズのファンの中にはアクションゲームに不慣れな者が多いかもしれないという考えから、そのような者たちでも遊べるように作られており、その点においては長年のノウハウが活きていると思うと庄はファミ通とのインタビューの中で話している。
また、マスターがサーヴァントをつないでいるという関係性を表現するため、マスターの指示でサーヴァントが技を繰り出す大技“共鳴絶技”が用意されたほか、これとは別にセイバーの要求によって任意で発動できる「協力技」も導入された。さらに、セイバーが江戸時代に疎い状態で召喚されたという設定を反映するため、江戸の町の探索兼観光案内を通じて伊織とセイバーが交流を深め、“共鳴絶技”の発動に必要なゲージを溜められるというシステムが用意された。加えて、逸れのサーヴァントという概念は聖杯戦争のバトル体験が細くなることを防ぐために取り入れられた。
探索の舞台となる江戸の町を描くにあたり、プレイヤーが江戸時代を生きているという感覚を味わえるよう賑わいや活気を取り入れるというテーマが設けられ、各種NPCは別々のシステムで制御された。ただし、一般的な江戸時代像は慶安よりも後の時代の方がイメージされやすいため、「江戸」らしさを出すために、あえて実際の慶安時代から離れた描写も施された。具体例としては、慶安時代にはまだなかった施設がゲーム内に存在することなどが挙げられる。

### キャラクター設定
宮本武蔵は、前述のとおりシブサワ・コウが宮本武蔵と「英霊剣豪七番勝負」に惹かれたことに加え、設定や思想が本作と相性が良いということで最初に決まり、他のサーヴァントも、ストーリーの展開を意識して選定された。
本作の舞台が江戸である以上、日本出身のサーヴァントが中心になるのは仕方ないとしつつも、時代をずらすなどして英霊同士の接点を薄くするなど、バランスには注意が払われた。ランサーがその例であり、東出の提案で『Fate/Grand Order』におけるジャンヌ・オルタと似た別人と設定され、コーエーテクモ側の要望に合ったことから登場が確定した。一方、「有名すぎる」「登場しただけで話が終わってしまう」という理由で却下された例もあり、たとえば刑部姫は当初逸れのサーヴァントの候補に挙がっていたが、武蔵との接点を描こうとすると『Fate/Grand Order』の延長になってしまうという理由から却下され、代わりにキルケーが採用された。
武蔵の養子兼弟子の伊織は元々主人公でもマスターでもなかったが、TYPE-MOONの提案により、主人公でマスターという設定になった。

## スタッフ
- 総監修 - 奈須きのこ
- 監修 - TYPE-MOON
- キャラクターデザイン - 渡れい
- デザイン監修 - 武内崇
- ストーリー監修 - 桜井光、東出祐一郎
- 作曲 - 芳賀敬太
- 作編曲 - 篠田大介
- プロデューサー - 庄知彦
- ディレクター - 松下竜太
- リードプランナー - 青柳公樹
- アートディレクター - 鈴木利治
- 開発 - コーエーテクモゲームス（オメガフォース、シブサワ・コウ）
- 制作協力 - アニプレックス
- オープニングアニメーション制作 - CloverWorks
- オープニングアニメーション監督 - 温泉中也

## 主題歌
「残夜幻想 feat. 六花」
スパイラル・ラダーによる主題歌。歌唱は六花。作詞・作曲・編曲はスパイラル・ラダー。ストリングスアレンジはIruma Rioka（LIVE LAB.）。

## 漫画
『Fate/Samurai Remnant 序』のタイトルで霧月による本作の冒頭部分のコミカライズが2023年7月26日発売の『TYPE-MOONエース』VOL.15（KADOKAWA）に掲載された。
同じく霧月による本作のコミカライズ『Fate/Samurai Remnant』が2025年7月28日より『TYPE-MOONコミックエース』（KADOKAWA）にて連載開始された。

## 関連作品

### 慶安盈月食録
桜井光と東出祐一郎の共著による短編小説。本作の限定版であるTREASURE BOXに収録された『Fate/Samurai Remnant material』に掲載。盈月の儀の参加者達が食事をする場面が描かれている。

### セイバーとバーサーカーの日本列島くいだおれの旅
2023年12月31日に特別番組「Fate Project 大晦日TVスペシャル2023」内にて放送された実写映像とアニメ映像を組み合わせた映像作品。セイバーとバーサーカーが日本全国を巡り料理を食べる内容となっている。

#### スタッフ（くいだおれの旅）
- 監督・絵コンテ・演出 - サトウ光敏
- ディレクター - 須磨洋太（BOOM UP）、矢野太一（BOOM UP）
- 構成・脚本 - 近藤祐次
- 構成脚本協力 - 桜井光
- 総作画監督 - 油布京子
- 作画監督 - 油布京子、早川麻美、神谷美也子、野田康行
- アニメーション制作 - ラウズアクト

### Fate/Grand Order
スマートフォンゲーム『Fate/Grand Order』にて本作とのコラボイベント「盈月剣風帖」が2024年1月17日から2月7日にかけて開催された。詳細は「Fate/Grand Order#コラボレーション」を参照。